# Мурушид Джууко
Мурушид Джууко (англ. Murushid Juuko, нар. 14 квітня 1994) — угандійський футболіст, центральний захисник клубу «Експресс» і національної збірної Уганди.

## Клубна кар'єра
У дорослому футболі дебютував 2009 року виступами за команду «Бунамвая», в якій провів три сезони, після чого два роки грав за команду «Вікторія Юніверсіті».
Привернув увагу представників тренерського штабу танзанійського клубу «Сімба», до складу якого приєднався 2014 року. Відіграв за команду з Дар-ес-Салама п'ять сезонів своєї ігрової кар'єри. Двічі, у 2018 і 2019 роках, става у її складі чемпіоном Танзанії.
Сезон 2019/20 провів у марокканському «Відаді» (Касабланка), після чого повернувся на батьківщину, уклавши контракт з клубом «Експресс».

## Виступи за збірну
2014 року дебютував в офіційних матчах у складі національної збірної Уганди.
У складі збірної був учасником Кубка африканських націй 2017 року в Габоні і  Кубка африканських націй 2019 року в Єгипті. На кожному із цих турнірів провів по дві гри.

## Титули і досягнення
- Чемпіон Танзанії (2):

«Сімба»: 2017/18, 2018/19